# Беседка (Киевская область)
Бе́седка (укр. Бесідка) — село, входит в Ставищенский район Киевской области Украины.

## География
Село расположено на юге Киевской области. Находится в верховьях реки Бурты, притока Горного Тикича. В районе села река сильно запружена. Село Беседка занимает площадь 5,522 км².

## Население
Население по переписи 2001 года составляло 1216 человек.

## Местный совет
Село Беседка — административный центр Беседского сельского совета.
Адрес сельского совета: 09444, Киевская обл., Ставищенский р-н, с. Беседка, ул. Ленина, 38.